# Schijfslakken
Schijfslakken (Corambidae) zijn een familie van weekdieren uit de klasse van de Gastropoda (slakken).

## Geslachten
- Corambe Bergh, 1869
- Loy Martynov, 1994